# Can Torres (Sant Boi de Llobregat)
Can Torres és una obra del municipi de Sant Boi de Llobregat (Baix Llobregat) inclosa en l'Inventari del Patrimoni Arquitectònic de Catalunya.

## Descripció
Inicialment era una masia, de planta quadrada del tipus III de l'esquema de Danés i Torras.
A finals del segle xix, amb la urbanització d'aquesta zona del Camí de Sant Climent, que més tard passaria a anomenar-se Lluís Castells, es van afegir les dues construccions laterals i el porxo davant de la façana, tot coronat amb balustres de pedra artificial i fent les funcions de terrassa al primer pis. També a la mateixa època es va fer la tanca del jardí, amb la qual cosa, va prendre un caire de casa senyorívola com les seves veïnes Lluís Castells i Can Rovell.

## Història
Aquesta era inicialment una masia, que al segle xix, època en què es va impulsar decididament el carrer Lluís Castells (abans Sant Climent) va sofrir una important modificació a la seva estructura per mitjà d'uns afegits a la façana consistents en dos cossos d'una planta d'alçada coronats amb terrat amb barana de pedra artificial, un a cada banda de la primitiva façana i que s'uneixen sobre la porta principal mitjançant també una terrassa, continuació de les anteriors. També és de la mateixa època la tanca del jardí.